# Tōru Funamura

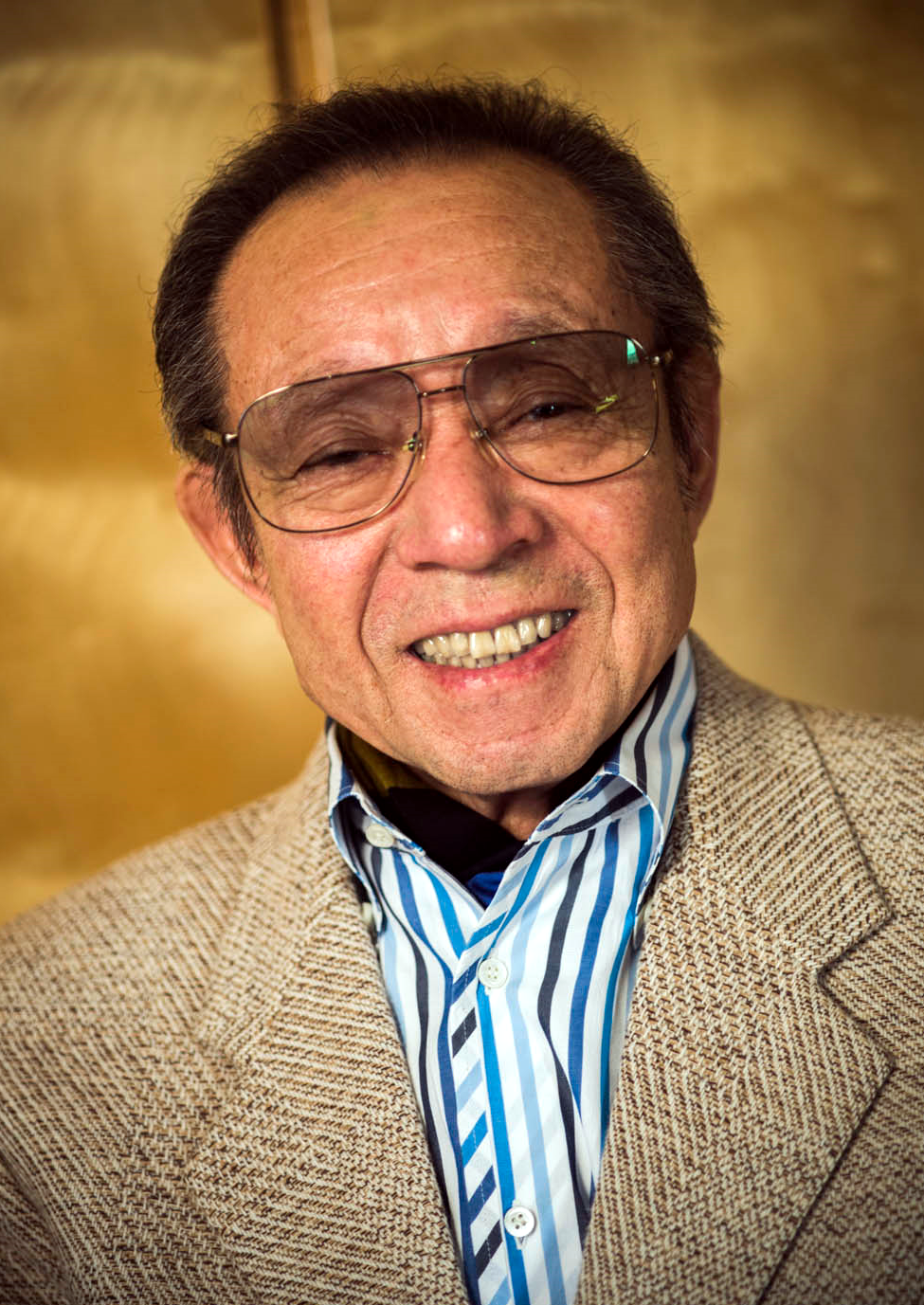
Tōru Funamura

Tōru Funamura (japanisch 船村 徹, eigentlich Fukuda Hiroo (福田 博郎); geb. 12. Juni 1932 in Fu’nyū-mura  in der Präfektur Tochigi; gest. 16. Februar 2017 in Fujisawa) war ein japanischer Komponist und Sänger.

## Leben und Werk
Tōru Funamura machte seinen Studienabschluss an der Tōyō ongaku gakkō (東洋音楽学校), der späteren Musikhochschule Tokio. Sein Debüt als Komponist machte er 1957 mit seinem Lied „Dämmerung und jener Mensch“ (たそがれとあの人, Tasogare to ano hito), das er im Rahmen eines Komponisten-Wettbewerbs in der Zeitschrift „Heibon“ (平凡) veröffentlichen konnte. 1955 komponierte er mit „Abschied an einem Sugi-Baum“ (別れの一本杉, Wakare no ippon sugi) und danach mit „Der Herrscher“ (王将, Ōshō), „Tränen-Schiff“ (なみだ船, Midare-bune), „Fähre von Yagiri“ (矢切の渡し) eine ganze Reihe weiterer Hits. Er übernahm mit der Leitung der „Japan Composer's Association“ und der „Japanese Society for Rights of Authors, Composers and Publishers“ (JASRAC) und anderer Organisationen auch wichtige Funktionen im Musikbetrieb.
Funamura hat über 5000 Lieder komponiert. 2008 wurde er als Person mit besonderen kulturellen Verdiensten geehrt und 2016 als erster Komponist volkstümlicher Lieder mit dem Kulturorden ausgezeichnet.